# Olomouc (region)
Olomouc (tjeckiska: Olomoucký kraj, tyska: Olmützer Region, polska: Kraj ołomuniecki) är en administrativ region (kraj) i östra Tjeckien. Huvudort är Olomouc. Regionen hade 619 788 invånare vid folkräkningen år 2021, på en yta av 5 271,55 km².
Regionen är indelad i 398 kommuner.
Av regionens invånare är 84,16 % tjecker, 19,80 % mährer, 1,76 % slovaker, 0,38 % ukrainare, 0,31 % romer och 0,27 % schlesier (2021).

## Distrikt
- Jeseník
- Olomouc
- Přerov
- Prostějov
- Šumperk